# Arnout Vosmaer

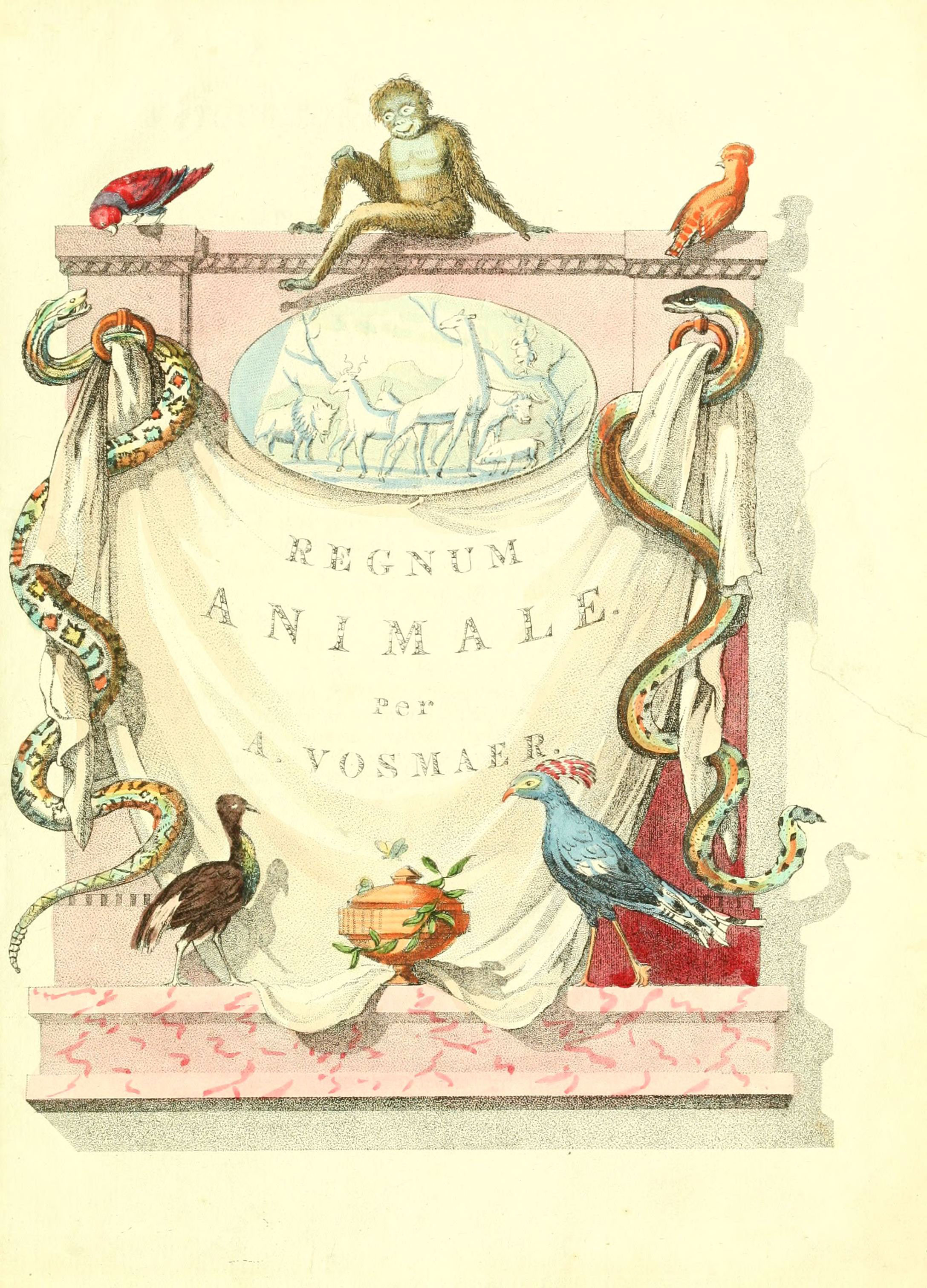
Voorblad van Regnum animale

Arnout Vosmaer (Rotterdam, 23 oktober 1720 - Den Haag, 15 januari 1799) was een Nederlandse verzamelaar, natuuronderzoeker en beheerder van de stadhouderlijke verzameling van naturalia.

## Leven
Arnout Vosmaer werd geboren in Rotterdam als zoon van wijnkoper Jacob Vosmaer en Susanna van Arckel. Hij had een broer, Jacob, die de stamvader werd van het huidige geslacht Vosmaer. Na het overlijden van hun vader, in 1734, werden Aarnout Vosmaer, secretaris van de heerlijkheid Berkel en Rodenrijs, en Jan van der Hoop, koopman te Rotterdam, tot voogden benoemd. Over zijn persoonlijke leven is verder weinig bekend. Vosmaer bleef ongehuwd.
In 1756 werd Vosmaer directeur van een natuurhistorische collectie, opgericht door Anna van Hannover, de vrouw van stadhouder Willem IV en voortgezet door hun zoon Willem V. Vosmaer vervulde deze functie tot de Bataafse Revolutie in 1795.
Vosmaer overleed in 1799 in Den Haag. Hij werd begraven in de Grote of Sint-Jacobskerk aldaar. In maart 1800 werd zijn verzameling door B. Scheurleer in Den Haag geveild.

## Werk
Vosmaer produceerde een serie van 34 boekjes waarin dieren werden beschreven, die tussen 1766 en 1805 zowel in het Nederlands als in het Frans verschenen. De meeste betroffen soorten die in de menagerie van prins Willem V werden gehouden. Elk boekje bevatte minimaal één en soms twee platen gegraveerd door Simon Fokke, waarvan vele gebaseerd waren op aquarellen van Aart Schouman.
Drieëndertig boekjes werden na de dood van Vosmaer bijeengebracht en uitgegeven onder de titel: 
Natuurkundige beschryving eener uitmuntende verzameling van zeldsaame gedierten, bestaande in Oost- en Westindische viervoetige dieren, vogelen en slangen, weleer leevend voorhanden geweest zynde, buiten den Haag, op het Kleine Loo van Z.D.H. den prins van Oranje-Nassau,
gewoonlijk kortweg Regnum animale genoemd.
De Eclectus roratus vosmaeri, een ondersoort van de Molukse edelpapegaai afkomstig uit de Noord-Molukken, is naar hem vernoemd.
- Bibliothèque nationale de France: cb14339870d (data)
- Biografisch Portaal: 07400205
- Digitale Bibliotheek voor de Nederlandse Letteren: vosm008
- Gemeinsame Normdatei: 1025735900
- International Standard Name Identifier: 0000 0000 7738 6045
- Library of Congress Control Number: nr90005410
- Nationale bibliotheek van Australië: 44519482
- Nederlandse Thesaurus van Auteursnamen: 070369526
- RKD-Nederlands Instituut voor Kunstgeschiedenis: 93004
- Istituto Centrale per il Catalogo Unico: LO1V381983
- Système universitaire de documentation: 235859990
- Trove: 1460471
- Virtual International Authority File: 26912590
- WorldCat: E39PBJq6VK7FBrWTH8k3DhYtrq